# Bæjarhorn
Bæjarhorn är en bergstopp i republiken Island. Den ligger i regionen Västfjordarna, 250 km norr om huvudstaden Reykjavík. 
Trakten runt Bæjarhorn är nära nog obefolkad, med mindre än två invånare per kvadratkilometer. Det finns inga samhällen i närheten. Trakten runt Bæjarhorn består i huvudsak av gräsmarker.